# Takaši Takabajaši
Takaši Takabajaši (japonsko 高林 隆), japonski nogometaš, * 2. avgust 1931, Saitama, Japonska, † 27. december 2009.
Za japonsko reprezentanco je odigral 9 uradnih tekem.